# 貝殼

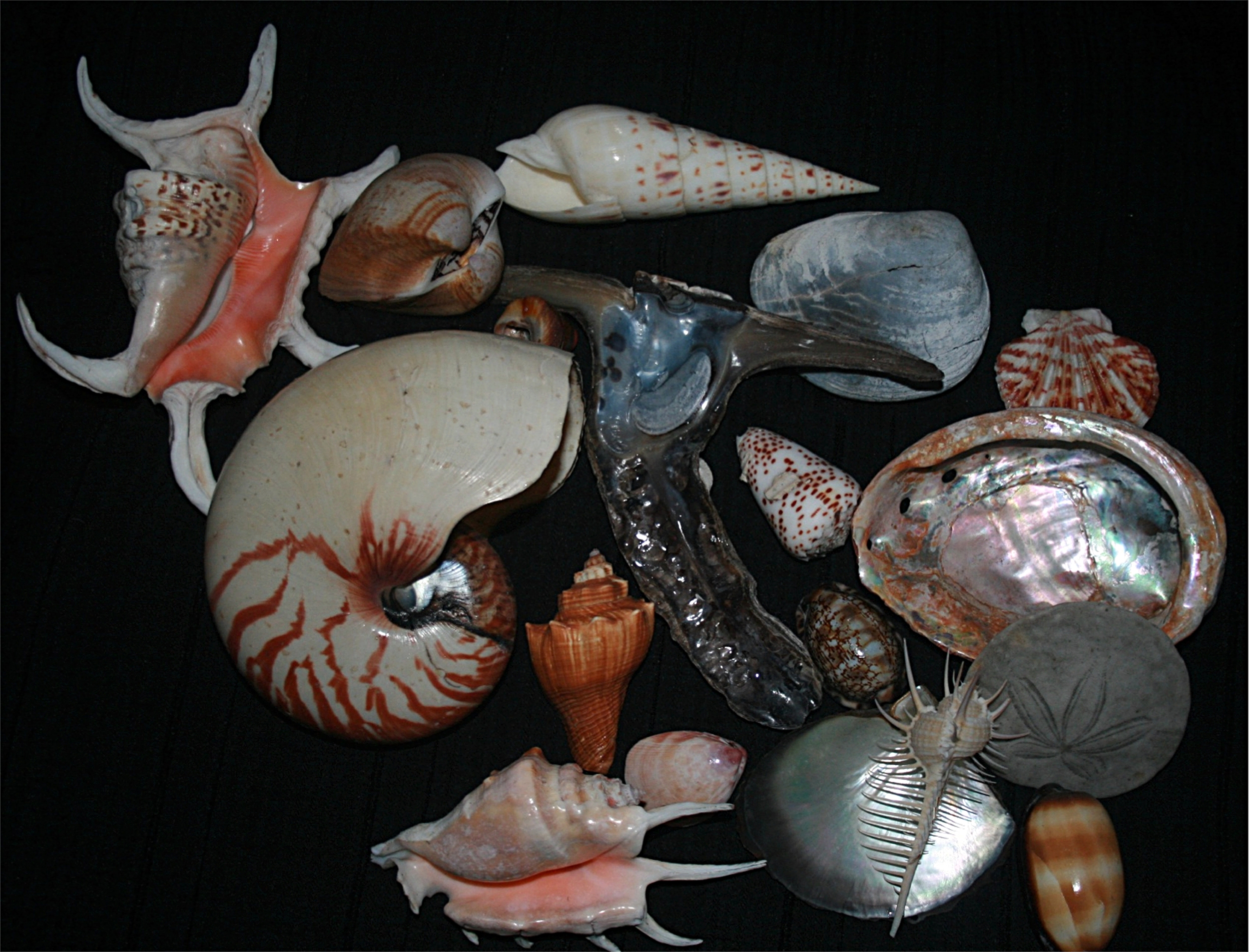

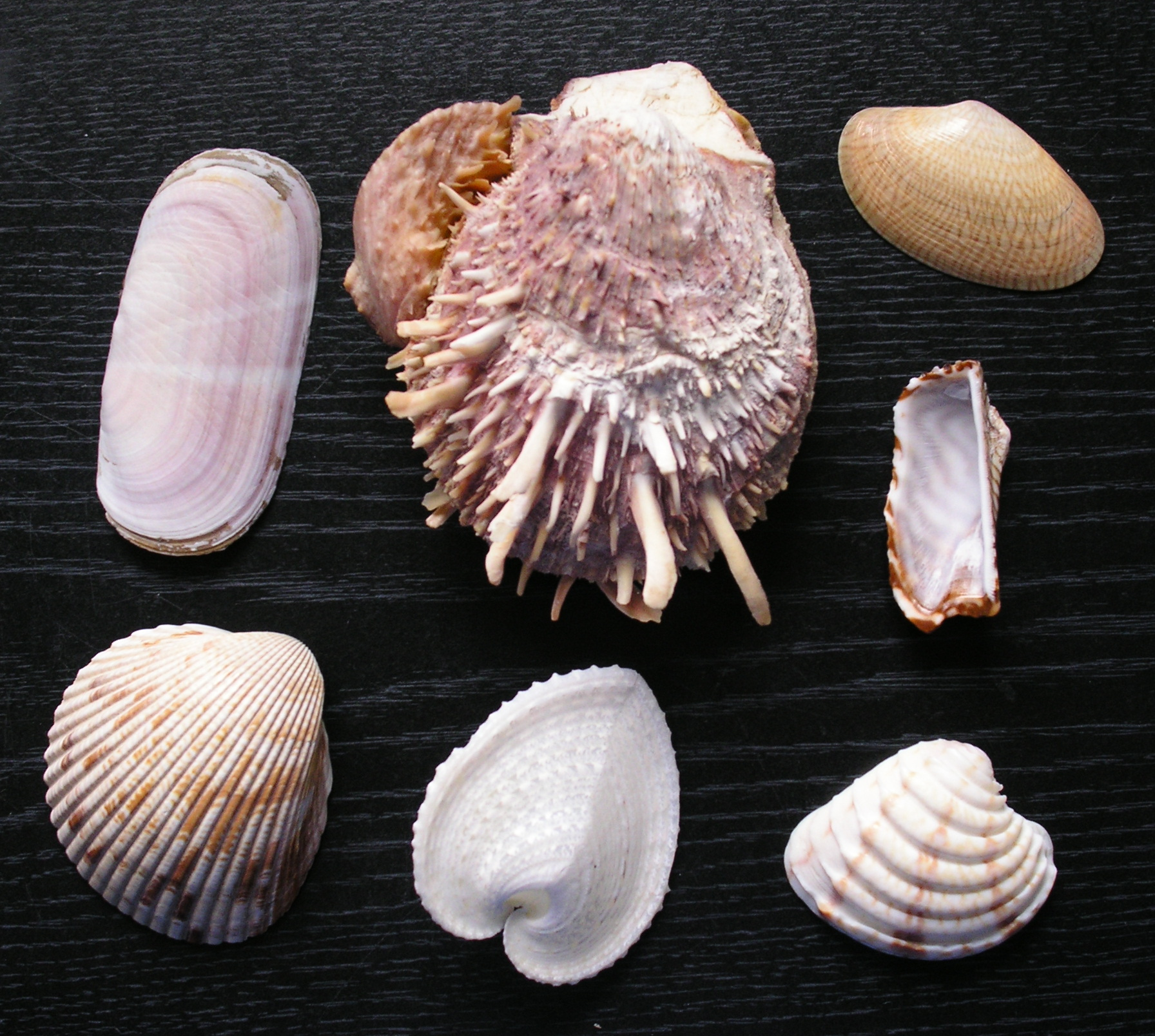
各種不同的貝殼

貝殼，根據英文也可翻譯成海貝，大部分是指軟體動物的外骨骼。它們的共同特點是中空而且堅硬，屬於該動物的原始身體的一部份。在貝類被捕食或是死亡肉體腐爛後，貝殼可能被沖上岸或是沉入海底。
人類接觸貝殼的方式通常是在海灘，而大多数海滩上的海贝壳基本都是是软体动物的外殼，例如兩扇貝、牡蠣、海螺等，因为軟體動物中的擁有貝殼的物種數量最多，而且贝壳的硬度也非常高，所以很容易被人類發現。研究贝壳的学科叫做贝壳学。

## 定義及翻譯
在英文中，术语“海贝壳（Seashell）”通常專指海洋動物身上所攜帶的貝殼，而陸地動物的則不包括在內，但在中文中並沒有這個定義上的限制。
在中文中，除了軟體動物的貝殼，海灘上還可以發現節肢動物中的藤壶 、腕足动物、环节动物中的龙介虫科的貝壳，它們也被算作是貝殼的一類；海贝壳也不是唯一的一种贝壳，淡水中的蚌、田螺 ，陆地上的蜗牛等的殼也能被稱為貝壳。此外，蟹和龙虾的壳、鲎的殼這樣無法形成單獨“貝狀”的形態就不能稱之為貝殼。
当“海贝壳”这个词仅指海洋软体动物的壳时，对海贝壳的研究是贝类学的一部份，对包括壳的整只软体动物的研究叫做软体动物学，研究软体动物的科学家叫做软体动物学家。

## 生態

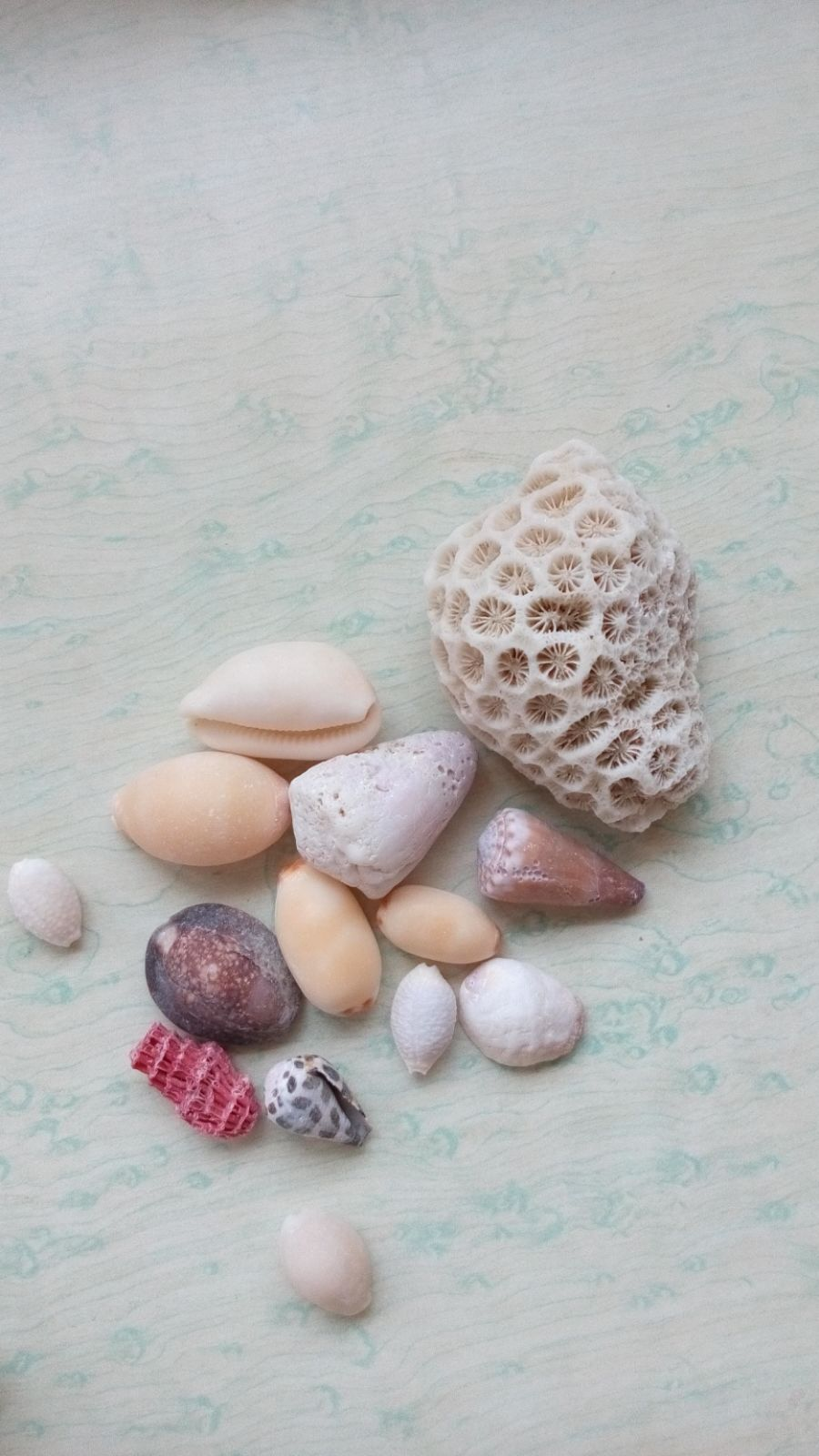
一些貝殼

大海裡各式各樣的大海螺（這就是長得不一樣的貝殼的由來）所生的小海螺，牠們的貝殼會隨著成長而變大的。所以只要見到小貝殼，那就可能是已經夭折的小海螺。海贝壳可以经常在海滩漂移物中找到, 海滩漂移物是指在沙滩上海滨线四周由海浪堆积的天然碎屑。在海滩上的贝壳通常是空的和干净的, 动物已经死亡, 软体部分已腐败或被食肉动物或食腐动物食用。海岸巨浪经常将海贝壳冲到岸边。 然而，大部分用于售卖的海贝壳都是大量活捉的，之后被杀死清洗，这一问题在商业贸易中特别严重。这种大规模的开采会为当地的生态系统带来强烈的负面影响，而且也会严重减少稀有品种的分布。

## 文化价值

### 货币

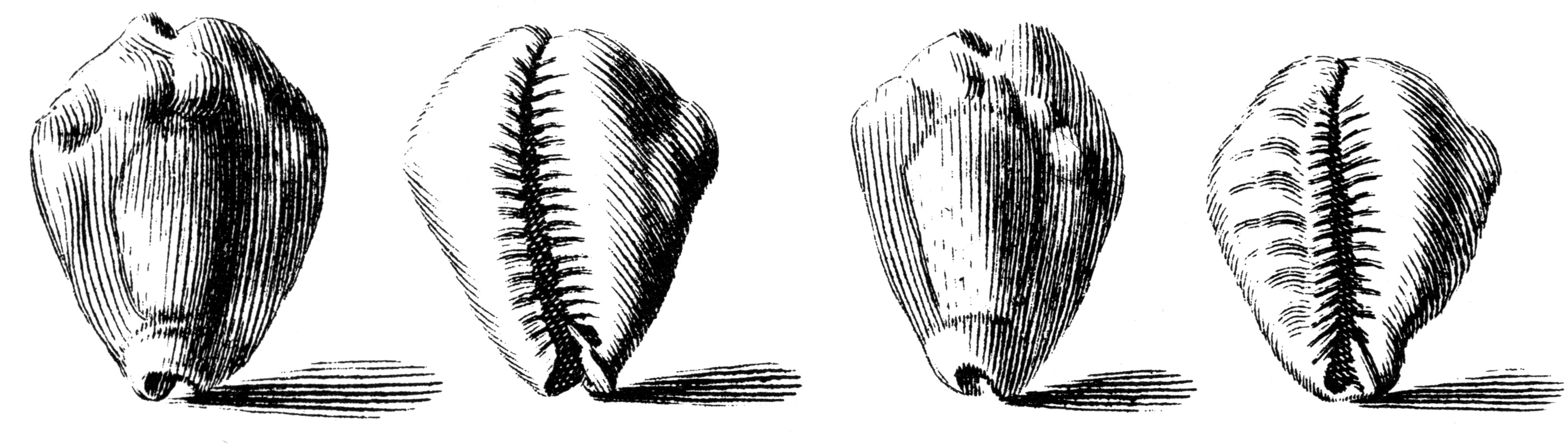
1742年用作货币的货贝

在历史上的史前時期，贝壳被人類用於多種不同的目的，最常見的使用方式是當作貨幣，包括中國、印度洋島嶼、太平洋岛屿、北美洲、非洲以及加勒比海地区。最常见的货币贝壳是货贝，和其他特定的掘足纲或者角贝属, 这些贝壳种类被北美洲西北部使用了数世纪。
印度和太平洋殖民地主力的荷兰东印度公司在殖民時期使用了货贝和环纹货贝积累大量财富。他们用贝壳货币与當地土著交换了珍貴的香料、珍禽異獸和宝石 。
中國在商朝之前採用貝殼作為貿易貨幣，故在漢字中和貿易、販賣、金錢有關的字多為“貝部”。

### 乐器
几千年来，被用来作为管乐器。大多数情况下，大型海蜗牛的贝壳的塔尖上被切一个洞，之后可以用做小号。各种不同种类的大型海洋腹壳可以被做成 “吹弹贝壳”，作为“海螺”号角最常遇到的物种有：
- 印度的大法螺經常作為佛教和印度教的法器使用。
- 神圣的犬齿螺属，印度铅螺，在印度被称为商卡（英语：shankha），在西藏它被称为“粪噶”。
- 特里同螺也被称为“海卫一的小号”“法螺”在美拉尼西亚和波利尼西亚文化、还有韩国、日本被用做小号。该种小号在日本被称为法螺贝。在韩国被称为螺角。在一些波利尼西亚群岛，它被称为"pu"。[2]
- 女王鳳凰螺在加勒比海被用做小号。

### 首飾和室內裝飾
由於部分貝殼外形漂亮，有人會有收集貝殼的嗜好。自史前時代，整個或部分海貝殼已被用來作為珠寶或其他形式的裝飾。 珍珠母原本主要是海貝類產品，但最近也有一些來自淡水蚌的珍珠母貝。另請參閱珍珠。
- 石器時代墳墓中已發現貝殼項鍊，最靠近內陸的發現地點是法國的多爾多涅省谷。
- 海貝殼經常被整體的鑽孔，使它們可以被像 珍珠一樣穿起來，或切成各種形狀的片。有時貝殼被發現時可能已經被家庭食肉蝸牛玉螺科 “鑽”過了。 塔斯馬尼原住民婦女製作精細貝殼項鍊已超過2600年。項鍊，代表一個重大的文化傳統，仍然由塔斯馬尼亞原住民女長老延續著。所使用的貝殼包括珍珠綠和藍綠色maireener（彩虹海帶）貝殼，棕色和白色水稻貝殼，黑貓齒貝殼和粉紅按鈕貝殼。
- 自然發生的錐殼“頂端”（斷開的尖頂殼，往往有一個孔在尖端）不經過加工便可充當珠子。在夏威夷，有傳統在海灘漂移物中收集這些天然珠子，製成普卡貝殼珠寶。由於天然形成的錐殼非常稀少，幾乎所有的現代普卡貝殼飾品都使用更便宜的仿製品，由其他薄貝殼的軟體動物品種切割而成，有些甚至是塑料製成的。
- 貝殼自從過去一直被製成或納入項鍊、吊墜、珠、耳環、鈕扣、胸針、戒指、梳子、皮帶扣及其他用途。
- 大“萬寶螺”海蝸牛的外殼，歷史以來一直被用來做珍貴的浮雕。
- 美洲原住民的一些部落使用贝壳制作串珠和髮飾。美洲原住民的串珠带是用文蛤制作的。
- 來自許多種海貝，包括家族马蹄螺科，蝾螺科，鲍螺科和各種珍珠雙殼類的珍珠母經常被用於珠寶，按鈕等等。
- 在倫敦，珠光國王和王后傳統穿被數百“珍珠鈕扣”的排列覆蓋的服裝，換句話說，鈕扣是用珍珠母製成的。然而近年來，大多數的“珍珠鈕扣”都是塑膠製的仿製品。
- 三芝貝殼廟
- 水手情人（英语：Sailor's valentine）是19世紀後期加勒比地區的裝飾紀念品，並經常由如英國的水手購買送給家中的的愛人。這些情人禮物由小貝殼精心排放粘成誘人的對稱設計，裝在一個木製（通常為八角形）鉸鏈箱框架上。這些排列圖案通常是心形，或是排列字母拼寫成富有情感的愛語。

### 宗教与灵性
贝壳在宗教中有一定的作用，它们有时甚至是被祭祀的对象。
- 在基督教中，扇贝象征着伟大的圣詹姆斯，参见词条朝圣大海扇（英语：Pecten jacobaeus）。
- 在印度教中，向左开口的印度铅螺（商卡（英语：shankha））被视作奉献给神毗湿奴的圣物。能找到开口在左（纹理向左环绕）的犬齿螺属贝壳的人也被认为是奉献给毗湿奴的人。佛教中犬齿螺属贝壳也有重要的地位。
- 货贝经常被视为女性生育的象征。它们通常被视作生育的 护身符。贝壳的背部象征着孕妇的腹部， 下方则象征着 阴户。在南印度咔拉拉邦， 货贝被用于星象预测。
- 在桑特里亚, 占卜中也用到了贝壳。
- 古秘鲁的莫切文化信奉海洋和动物，他们经常在艺术中描绘贝壳。
- 筊杯的原型為以二片蚌殼投擲於地，視其落地凹凸情況判斷吉凶，或視為神靈指示與否。

### 工具
贝壳经常被用作工具，因为其高强度和变化多端的形状。
- 大砗磲 (砗磲科) 被用做碗，够大的甚至会被用作浴缸，以及洗礼用的圣水盆。
- 土著澳大利亚人将一种贝壳命名为 椰子涡螺，因为他们用这种贝壳舀出独木舟中的水。
- 许多品种的双壳贝根据不同的形状被用作刮刀、刀刃、钩子还有其他工具。
- 有些海洋腹足动物被用作油灯，油被灌入贝壳上的孔，虹管被用作灯芯的支架。

### 园艺
在某些地区，海贝壳、牡蠣殼是一种易于获取的丰富的碳酸钙资源。牡蠣等贝壳在 园艺学中可做土壤调理剂。磨碎的贝壳可以增加土壤的pH值 和钙。